# Махач, Олдржих
О́лдржих Ма́хач (чеш. Oldřich Machač; 11 апреля 1946, Простеёв, Чехословакия, — 10 августа 2011) — чехословацкий хоккеист, один из лучших защитников мирового хоккея 1970-х годов, призёр трех Олимпиад, участник 11 чемпионатов мира, трёхкратный чемпион мира. В 1999 году помещен в зал славы IIHF.

## Биография
Родился 11 апреля 1946 года в городе Простеёв в Чехословакии. Свою карьеру начал в клубе второй чехословацкой лиги в родном городе Простеёв, два года защищал цвета хоккейного клуба «Кошице». Затем переехал в Брно, где провел бо́льшую часть карьеры и 4 раза выиграл чемпионат Чехословакии. Завершил карьеру игрока в 1982 году в Розенхайме (Германия).
Всегда играл под номером 4, в паре с Франтишеком Поспишилом, провел 293 матча за сборную страны (большее число игр (319 матчей) провёл только Иржи Холик), забил 37 голов.
Участвовал на трех Олимпиадах, дважды становился серебряным и один раз бронзовым призёром. Обладатель 3 золотых, 4 серебряных и 3 бронзовых медалей чемпионатов мира по хоккею. Участник 12 чемпионатов Европы (по 4 медали каждого достоинства). Серебряный призёр Кубка Канады 1976 года.
Свитер с его именем помещен сначала в зал славы ИИХФ (1999), а через 9 лет в зал славы чешского хоккея (2008).
Долгое время испытывая проблемы с сердцем, скончался в 4 часа утра 10 августа 2011 года.